# Osmond de Centeville
Osmond de Centeville también Osmon y Osmund (Ouilly-le-Basset, m. 15 de octubre de 1020) también citado como Osmond de Centerville o Centreville fue un noble normando, vizconde de Vernon, sobrino de Bernard el Danés. Era hijo del caudillo normando Norman de Centville Basset (915-965), y de Francoise le Sieure de Basset (918-973).
Bernard le permitió ser tutor de Ricardo I de Normandía tras la muerte de su padre Guillermo. Gracias a la intervención de Yves de Creil, Osmond liberó al joven Ricardo de su cautiverio en Laón, quien fue apresado y retenido por orden de Luis IV de Francia.

## Herencia
Las crónicas de la época mencionan tres matrimonios:
- Satselina de Constances, sin descendencia conocida.
- Catherine de Desnaguey (c. 1004-1036), sin descendencia conocida.
- Edith de Oully (c. 980-1042) y fruto de esa relación nació Fouque d’Aulnay de Vemont Centville (c. 1005-1067).[6]

Los herederos directos de Osmond en Normandía llegarían a ser marqueses de Osmond. En 1789 todavía había dos descendientes de dos líneas familiares; un canónigo de la Catedral de Notre Dame de París y otro relacionado con los Caballeros de San Luis, ambos sin descendencia conocida.